# سیبل شفرد
سیبل لیل شفرد (به انگلیسی: Cybill Lynne Shepherd) (زاده ۱۸ فوریه ۱۹۵۰) بازیگر، خواننده و مدل سابق آمریکایی است. علت شهرت وی ایفای نقش بتسی در راننده تاکسی و ایفای نقش جیسی در آخرین نمایش فیلم است. وی برنده دو جایزه گلدن گلوب شده‌است.
از دیگر فیلم‌هایی که او در آن بازی کرده‌است می‌توان به اونجوری بامزه است، بری ماندی، پنجره باز و آخرین حرف اشاره کرد.